# Toporów (województwo świętokrzyskie)
Toporów – wieś w Polsce położona w województwie świętokrzyskim, w powiecie opatowskim, w gminie Iwaniska.
W latach 1975–1998 miejscowość położona była w województwie tarnobrzeskim.
Przez wieś przechodzi  niebieski szlak rowerowy do Opatowa.
Miejscowość przecina rzeka Koprzywianka.